# Ben Dahlhaus
Ben Dahlhaus (* 1989 in Solingen) ist ein deutscher Schauspieler und Model.

## Leben
Ben Leon Dahlhaus stammt aus dem Bergischen Land. Seine Mutter ist Amerikanerin und arbeitete als Kindergärtnerin. Sein Vater Uwe Dahlhaus spielte viele Jahre im „Ensemble Profan“ in Solingen Theater. Ben Dahlhaus besuchte die Schule in Solingen, war als 17-Jähriger Mitglied in einer fünfköpfigen Metal-Band, für die er die Songtexte schrieb, und wollte ursprünglich Musiker werden. Von 2012 bis 2015 studierte er Soziale Arbeit an der FH Münster und schloss sein Studium mit dem Bachelor ab.
2014 erschienen erste Model-Fotos mit Dahlhaus, veröffentlicht im Foto-Blog seiner Freundin Esra Sam, einer jungen Fotografin und Fotokünstlerin aus dem Ruhrgebiet. Dahlhaus wurde, nachdem die Fotos in diversen Sozialen Medien und Foren geteilt worden waren, aufgrund seines markanten Aussehens und seiner geheimnisvollen Aura daraufhin zum Sexsymbol und Internetphänomen. Die New York Post bezeichnete Dahlhaus als das „geheimnisvollste Model der Welt“ und „schwedischen Brad Pitt“. Die Daily Mail folgte mit der Frage „Ist er der schönste Mann der Welt?“. Auch die Zeitschrift STERN veröffentlichte in ihrer Printausgabe ein mehrseitiges Porträt von Dahlhaus.
Ein Mitarbeiter des Luxusuhren-Herstellers Brathwait aus New Castle, Delaware entdeckte Dahlhaus im Netz und engagierte ihn für seine Online-Werbekampagne, in der Dahlhaus „in einer Mischung eines von Rembrandt gemalten Jesus und einem Sänger einer bärtigen Folkpop-Hipster-Band“ dargestellt wurde. Später wurde Dahlhaus Markenbotschafter von Hugo Boss. Auf Instagram hat Dahlhaus mittlerweile fast 550.000 Follower.
Ab 2017 nahm Dahlhaus Schauspielunterricht bei Ivana Chubbuck, Anthony Meindl sowie bei der Schauspielagentur „Die Tankstelle“ in Köln. Er wirkte bisher in Kurzfilmen und TV-Produktionen mit. 2020 war er in der Fernsehserie Alles was zählt in mehreren Folgen als Eislauftrainer Elias Lockau zu sehen. In der ARD-Vorabendserie WaPo Duisburg (2022) übernahm er eine der Episodenrollen als tatverdächtiger Mitinhaber einer Tauchschule.
2021 unterstützte er als freiwilliger Helfer deutsche Hilfsorganisationen im Libanon. Ben Dahlhaus lebt in Köln.

## Filmografie (Auswahl)
- 2020: The Passenger (Kurzfilm)
- 2020: Alles was zählt (Fernsehserie, Serienrolle)
- 2022: WaPo Duisburg: Der tote Taucher (Fernsehserie, eine Folge)